# Cerro Pelón, Malinaltepec
Cerro Pelón är en ort i Mexiko.   Den ligger i kommunen Malinaltepec och delstaten Guerrero, i den sydöstra delen av landet, 270 km söder om huvudstaden Mexico City. Cerro Pelón ligger 1 413 meter över havet och antalet invånare är 122.
Terrängen runt Cerro Pelón är kuperad åt sydväst, men åt nordost är den bergig. Runt Cerro Pelón är det ganska glesbefolkat, med 43 invånare per kvadratkilometer. Närmaste större samhälle är El Rincón, 6,5 km söder om Cerro Pelón. I omgivningarna runt Cerro Pelón växer i huvudsak städsegrön lövskog.